# Подводная почта экспедиции Уилкинса — Эллсуорта 1931 года
«Подводная почта» экспедиции Уилкинса — Эллсуорта 1931 года — перевозка почты, выполненная подводной лодкой «Наутилус» во время арктической экспедиции в 1931 году. Почтовые отправления в адрес штаб-квартиры экспедиции и обратно пересылались регулярной почтой, в то время как перевозка почты подводной лодкой носила неофициальный (частный) характер. Плата, собранная с любителей почтовых сувениров, составила значимую сумму для финансирования экспедиции.

## Идея арктической экспедиции на подводной лодке и её реализация

Подводная лодка «Наутилус» в ноябре 1931 года

Идею подлёдного плавания на подводной лодке через Северный полюс высказал в 1918 году Вильялмур Стефанссон, канадский исследователь Арктики со сложной репутацией (англ. troublemaker). Впрочем, Харальд Свердруп отдал приоритет итальянскому инженеру Гастону Л. Пеше и американскому конструктору Саймону Лейку в том, что они облекли мысль о возможности использования подводной лодки при полярных исследованиях в формы серьёзного обсуждения.
Австралиец Джордж Хьюберт Уилкинс развил идею подлёдного плавания на подводной лодке и, заручившись поддержкой американского миллионера и полярного исследователя Линкольна Эллсуорта, разработал план экспедиции с всплытием на Северном полюсе. Уилкинс предполагал затем перейти к берегам Аляски.
Для реализации поставленной цели Уилкинс вошёл в соглашение с фирмой «Лейк и Даненхауер» (англ. Lake & Danenhower, Inc.) в Бриджпорте, штат Коннектикут. Эта компания взяла у Совета по судоходству США (англ. U. S. Shipping Board) в пятилетнюю аренду списанную подводную лодку «O-12» и подготовила её к экспедиции. Стоимость аренды подводной лодки составила один доллар в год, но был внесён денежный залог в $20000. По предложению Саймона Лейка лодку «покрестили» именем «Наутилус» (англ. Nautilus). На церемонию Лейк пригласил Жана-Жюля Верна (фр. Jean Jules Verne), внука великого писателя. Командиром подводной лодки стал компаньон Лейка Слоун Даненхауер (англ. Sloan Danenhower), бывший лейтенант-коммандер (капитан-лейтенант) ВМС США. Он же набирал экипаж.
Лодка оказалась плохо приспособлена для работы в условиях сильного холода. На границе паковых льдов в 600 милях от Северного полюса при приготовлении «Наутилуса» к погружению было обнаружено отсутствие горизонтальных рулей, вероятно оторванных льдом, без которых подводная лодка не могла управляться по глубине. «Наутилус» возвратился на Шпицберген, откуда направился в Берген, где экспедиция завершилась и экипаж был распущен. Поскольку подводную лодку невозможно было возвратить в США, её затопили вблизи побережья Норвегии.
С таким уровнем техники экспедиция не могла быть проведена и провалилась. Цель экспедиции не была достигнута.

## Финансирование экспедиции Уилкинса — Эллсуорта 1931 года
Главным финансовым спонсором экспедиции был Эллсуорт, внёсший $70000, и предоставивший $20000 Уилкинсу в виде займа. Компания «Херст Энтерпрайзис» (англ. Hearst Enterprises) уплатила $61000 за эксклюзивное право публикации дневника экспедиции в «Нью-Йорк Америкен» (англ. New York American). Океанографический институт Вудс-Хол (англ. Woods Hole Oceanographic Institute) внёс $35000. Уилкинс внёс $22000 из собственных сбережений и доходов от лекций. Продажа книги Уилкинса «Под Северным полюсом» (англ. Under the North Pole: The Wilkins-Ellsworth Submarine Expedition) принесла всего $3200.
Эллсуорт, получив статус научного советника, лично в экспедиции не участвовал. Он предпочёл полёт в Арктику на борту дирижабля LZ-127. Уилкинс предложил Хуго Эккенеру план обмена почтой на полюсе между подводной лодкой и дирижаблем. Эккенер, хотя и отнёсся к плану Уилкинса скептически, однако заключил контракт с информационным спонсором полёта дирижабля и экспедиции Уилкинса Уильямом Херстом. Согласно контракту, за право репортажа с борта дирижабля устанавливалась плата:
- в $150000 при встрече воздушного и подводного судов на полюсе и обмене почтой и пассажирами;
- в $100000, если дирижабль и подводная лодка просто встретятся на полюсе;
- в $30000, если они встретятся где-либо в Арктике.

Очевидно, у Херста не было иллюзий относительно шанса встречи подводной лодки и дирижабля на полюсе. Когда 4 июня 1931 года «Наутилус» отправился в Европу, отставание от запланированного графика составило уже два месяца. Из-за технических проблем с «Наутилусом» и его отставания от графика полёта дирижабля, Эккенер заменил встречу с подводной лодкой на рандеву с советским ледоколом «Малыгин» (встреча состоялась 27 июля).

## Письма, перевезённые экспедицией Уилкинса — Эллсуорта 1931 года
Собирая деньги на экспедицию, Уилкинс предложил публике платную услугу по отправке специально оформленных писем из Лондона, Бергена, со Шпицбергена и из последнего неизвестного пункта экспедиции. Основной сбор составлял 75 центов с письма за первые три этапа, $1 за последний этап. Был установлен дополнительный сбор за отправку заказных писем и сбор в $1 за автограф. Предельным сроком получения писем в адрес экспедиции было назначено 1 мая 1931 года. Американские марки на конвертах и карточках, присланных до 1 мая, были по договорённости погашены почтовым штемпелем Нью-Йорка 8 мая. Затем почту погрузили на подводную лодку. Порядок написания адресов на письмах, которые присылались коллекционерами Уилкинсу, был обратным общепринятому. Члены экипажа подводной лодки затем использовали резиновые штампы с текстами «ОТКУДА» (англ. FROM) и «КУДА» (англ. TO), чтобы поменять адреса отправителя и получателя при возврате писем. На письмах ставили фиолетовый оттиск штампа с изображением подводной лодки «Наутилус» во льдах на фоне полярного сияния и с текстом «Трансарктическая подводная экспедиция Уилкинса — Эллсворта 1931» (англ. WILKINS — ELLSWORTH TRANS-ARCTIC SUBMARINE EXPEDITION 1931). Дополнительно ставился чёрным цветом оттиск однострочного штампа, обозначавшего этап экспедиции: «NEW YORK TO LONDON», «NEW YORK TO BERGEN», «NEW YORK TO SPITSBERGEN» и «NEW YORK TO NORTH POLE», последние должны были находиться на лодке до конца экспедиции. Экспедиция получила широкое освещение в газетах и на радио, письма от коллекционеров продолжали поступать и после отхода подводной лодки в Европу. Опоздавшие письма были отправлены непогашенными в пакете в Берген, где были приняты на борт и на них поставлены штампы «BERGEN TO NORTH POLE» или «BERGEN TO SPITSBERGEN». Небольшое количество писем встретило экспедицию на Шпицбергене. На них были поставлены штампы «LONDON TO NORTH POLE» или «SPITSBERGEN TO NORTH POLE». Письма с этими отметками наиболее редкие. Всего было обработано 12655 писем, из них 2704 заказных и 2666 с автографами Уилкинса или Даненхауэра.
Письма первого этапа экспедиции обрабатывались ручными или машинными штемпелями в ряде лондонских почтовых отделений. Письма в Бергене и на Шпицбергене обрабатывались вручную. Письма последнего этапа со штампом «NEW YORK TO NORTH POLE» обрабатывались в Лондоне в разных отделениях ручными или машинными штемпелями с датами от 1 по 19 октября.
Существуют подлинные конверты, побывавшие сначала в Антарктической экспедиции Уилкинса — Херста 1928—1930, затем в Трансарктической подводной экспедиции Уилкинса — Эллсворта 1931. На этих конвертах с оттиском штемпеля Порт-Стенли 28 октября 1928 года и автографами Уилкинса или пилота Карла Бена Эйельсона стоит также оттиск нью-йоркского двойного штемпеля 1 июня 1931 года и лондонского ручного штемпеля с датой 3 октября 1931. Конверты снабжены оттиском однострочного штампа «NEW YORK TO NORTH POLE». По записям экспедиции таких конвертов было 150 штук.
Конверты, которым Уилкинс уделил «небольшое» внимание, принесли $15000.

## Подделки писем
Существуют фальшивые конверты с штампами «NEW YORK TO BERGEN» и «NEW YORK TO NORTH POLE», изготовленные филателистическим дилером из Нью-Джерси Альбертом Рёсслером (англ. Albert C. Roessler, также A. C. Roe). Рёсслер утверждал, что ему принадлежит монопольное право на реализацию конвертов экспедиции, хотя доказательства этого никогда не существовало. В 1933 году Рёсслер был арестован и осуждён за мошенничество и подделку нью-йоркского почтового штемпеля. Изготовленные Рёсслером подделки и фантазии с подлинным гашением Рейкьявика встречаются существенно реже настоящих конвертов экспедиции Уилкинса — Эллсворта.

## Филателистическое значение писем, перевезённых экспедицией Уилкинса — Эллсуорта 1931 года
Конверты экспедиции Уилкинса — Эллсуорта являются почтовыми сувенирами частного происхождения. Их филателистическая ценность определяется видом и размером почтового отправления (почтовые карточки и маленькие аккуратные конверты нечасты), наклеенными почтовыми марками, оттисками почтовых штемпелей мест обработки (Лондон, Берген, Лонгйир и др.), наличием заказного ярлыка, страной назначения (адресаты вне США редки).

## Память об экспедиции
Портреты Уилкинса и Эллсуорта изображены на почтовых марках Британской Антарктической Территории. Уилкинсу также посвящён выпуск аэрограммы Австралии 1994 года. Правда, отмечены они на знаках почтовой оплаты в качестве авиаторов.
18—20 сентября 1981 года в Мэдисон-сквер-гардене в Нью-Йорке проводился филателистический фестиваль (англ. Stamp Festival), посвящённый полярным исследованиям и в нью-йоркском почтовом отделении 10001 использовался памятный почтовый штемпель с текстом «WILKINS-ELLSWORTH TRANS-ARCTIC EXPEDITION SUBMARINE NAUTILUS» и силуэтом подводной лодки, напоминающим силуэт USS Nautilus (SSN-571).